# ハーマン・フレイジャー
ハーマン・フレイジャー (Herman Ronald Frazier、1954年10月29日- )は、アメリカ合衆国の陸上競技選手。1976年モントリオールオリンピックの金メダリスト。

## 経歴
フレージャーは、1976年モントリオールオリンピックに出場。400mでは、キューバのアルベルト・ファントレナ、アメリカのフレッド・ニューハウスに次いで銅メダルを獲得。さらに、4×400mリレーでも、ベンジャミン・ブラウン、マキシー・パークス、ニューハウスとともに金メダルを獲得した。1980年モスクワオリンピックの代表にも内定していたがソビエト連邦のアフガニスタン侵攻によるアメリカのボイコットにより出場を逃した。
フレージャーは、現役引退後アメリカオリンピック委員会の職員となり、1996年からは副委員長を務め、2004年アテネオリンピックではアメリカ選手団の団長を務めた。
アリゾナ州立大学時代にオールアメリカンのスプリンターに選ばれている。